# روبين راموس
روبين راموس (بالإسبانية: Rubén Ramos) هو دراج أرجنتيني، ولد في 2 نوفمبر 1992 في سان خوان في الأرجنتين.

## روابط خارجية
- روبين راموس على موقع الاتحاد الدولي للدراجات (الإنجليزية)
- روبين راموس على موقع إحصائيات الدراجات الإحترافية (الإنجليزية)